# Calandrinia sculpta
Calandrinia sculpta är en källörtsväxtart som beskrevs av Obbens och J.G.West. Calandrinia sculpta ingår i släktet sidenblommor, och familjen källörtsväxter. Inga underarter finns listade i Catalogue of Life.